# قطعنامه ۸۸ شورای امنیت
قطعنامه  ۸۸ شورای امنیت سازمان ملل متحد که در تاریخ ۰۸ نوامبر ۱۹۵۰ تصویب شد، سندی بین‌المللی دربارهٔ شکایت تجاوز به جمهوری کره است. این قطعنامه طی نشست ۵۲۰ام با ۸ موافق، ۲ مخالف و ۱ ممتنع تصویب شد.